# Turismo in Vietnam

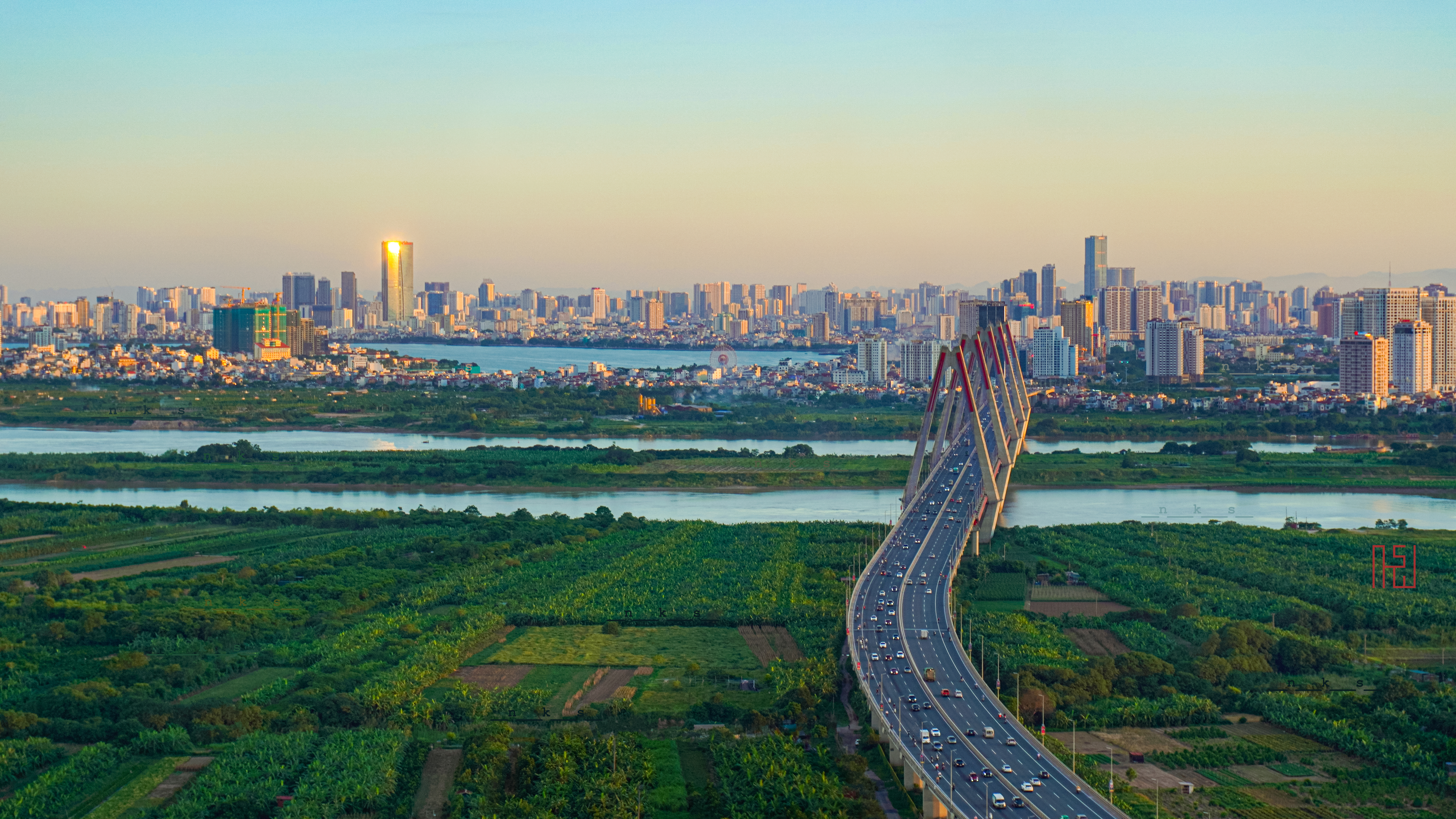
Hanoi, capitale del Vietnam è la città turistica più importante del paese

Il turismo in Vietnam è un settore molto importante per l'economia vietnamita. Nel 2019, il Vietnam ha ricevuto 18 milioni di arrivi internazionali, rispetto ai 2,1 milioni dell'anno 2000. La Vietnam National Administration of Tourism sta seguendo un piano a lungo termine per diversificare l'industria del turismo, che porta valuta estera nel paese.

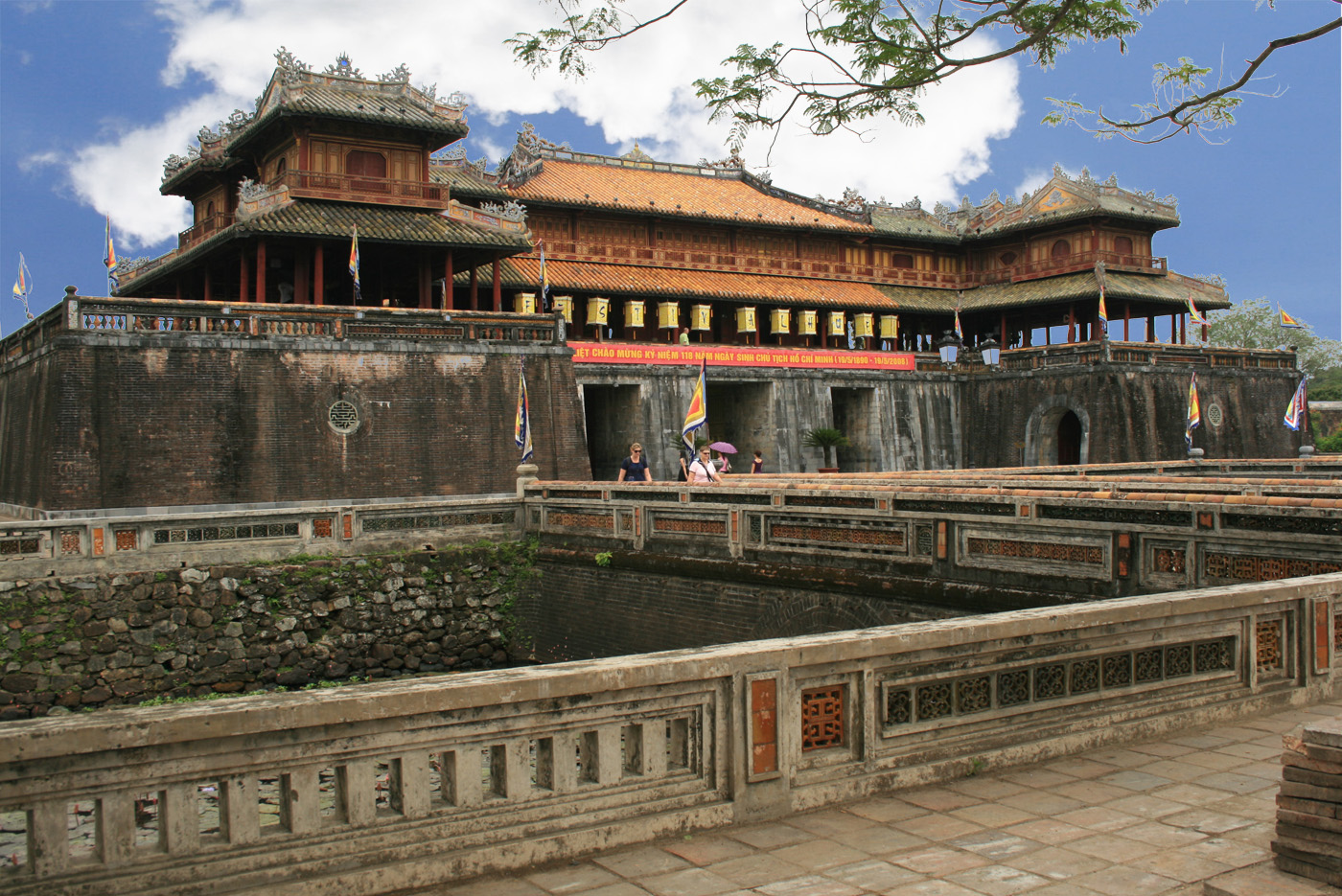
Città imperiale di Huế

Gli arrivi turistici in Vietnam hanno continuato ad aumentare negli ultimi anni. Nel 2008, il Vietnam ha ricevuto 4,218 milioni di turisti internazionali, nel 2009 il numero è stato di 3,8 milioni, in calo dell'11%. Nel 2012, il Vietnam ha ricevuto 6,84 milioni di turisti. Si è trattato di un aumento del 13% rispetto alla cifra del 2011 di 6 milioni di visitatori internazionali, che a sua volta ha rappresentato un aumento di 2 milioni di visitatori rispetto agli arrivi del 2010. Nel 2016, il Vietnam ha accolto 10 milioni di visitatori internazionali, con un incremento del 26% rispetto all'anno precedente. Nel 2019, il Vietnam con 18 milioni di visitatori internazionali è stato il quinto paese più visitato nella regione Asia-Pacifico secondo la classifica del turismo mondiale pubblicata dall'Organizzazione mondiale del turismo delle Nazioni Unite. L'industria turistica vietnamita è stata gravemente colpita dalla pandemia di Covid-19, con il numero di visitatori ridotto a 3,84 milioni nel 2020, paragonabile ai numeri del 2009. I visitatori sono aumentati costantemente dopo la pandemia, raggiungendo i 12,6 milioni nel 2023.

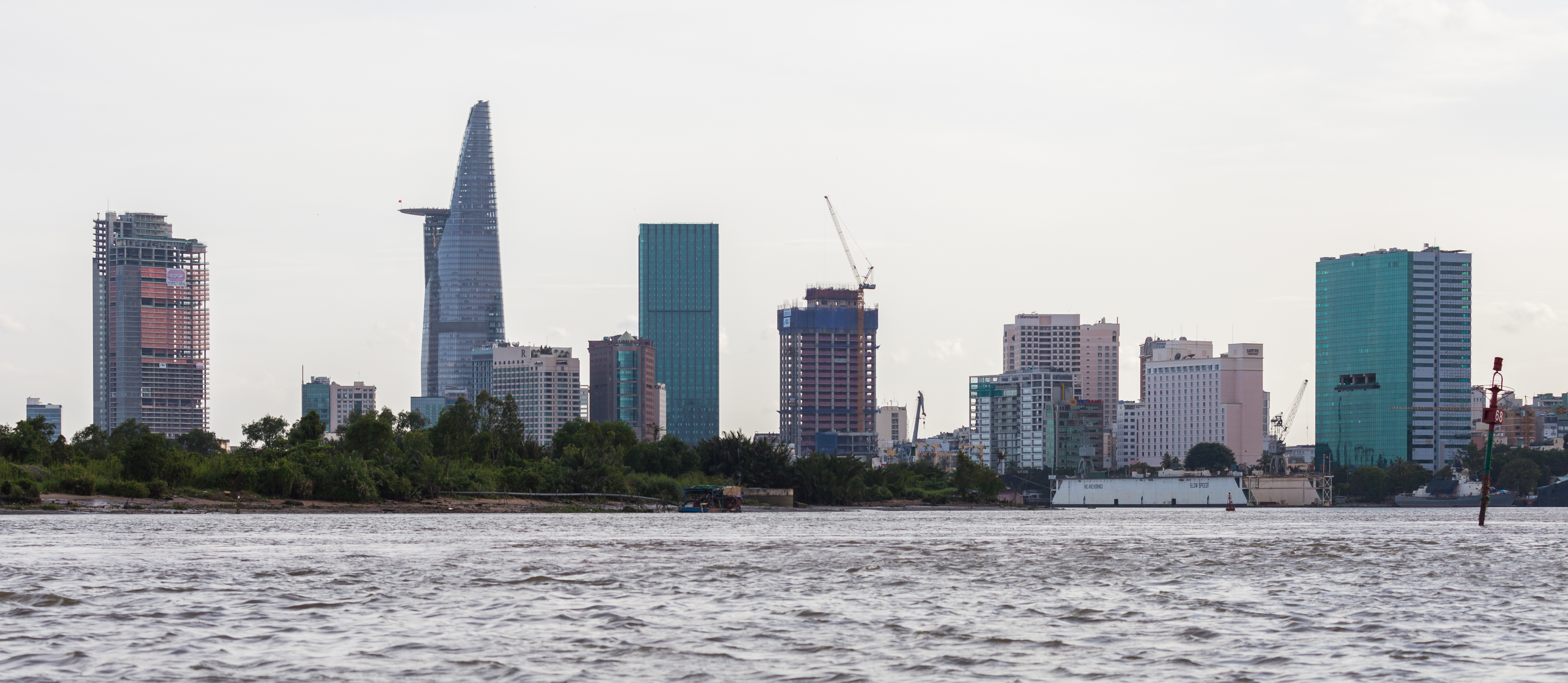
Ho Chi Minh, la seconda città turistica più importante del Vietnam

Per gli amanti del Backpacking, della cultura e della natura, della spiaggia, dei soldati e dei veterani, il Vietnam è diventato una nuova destinazione turistica nel sud-est asiatico. I tour operator locali e internazionali offrono tour a gruppi di minoranze etniche, tour a piedi e in bicicletta, tour fotografici, gite in kayak e viaggi in più paesi, in particolare con i vicini Cambogia, Laos e Thailandia. I turisti stranieri possono viaggiare liberamente nel paese dal 1997.

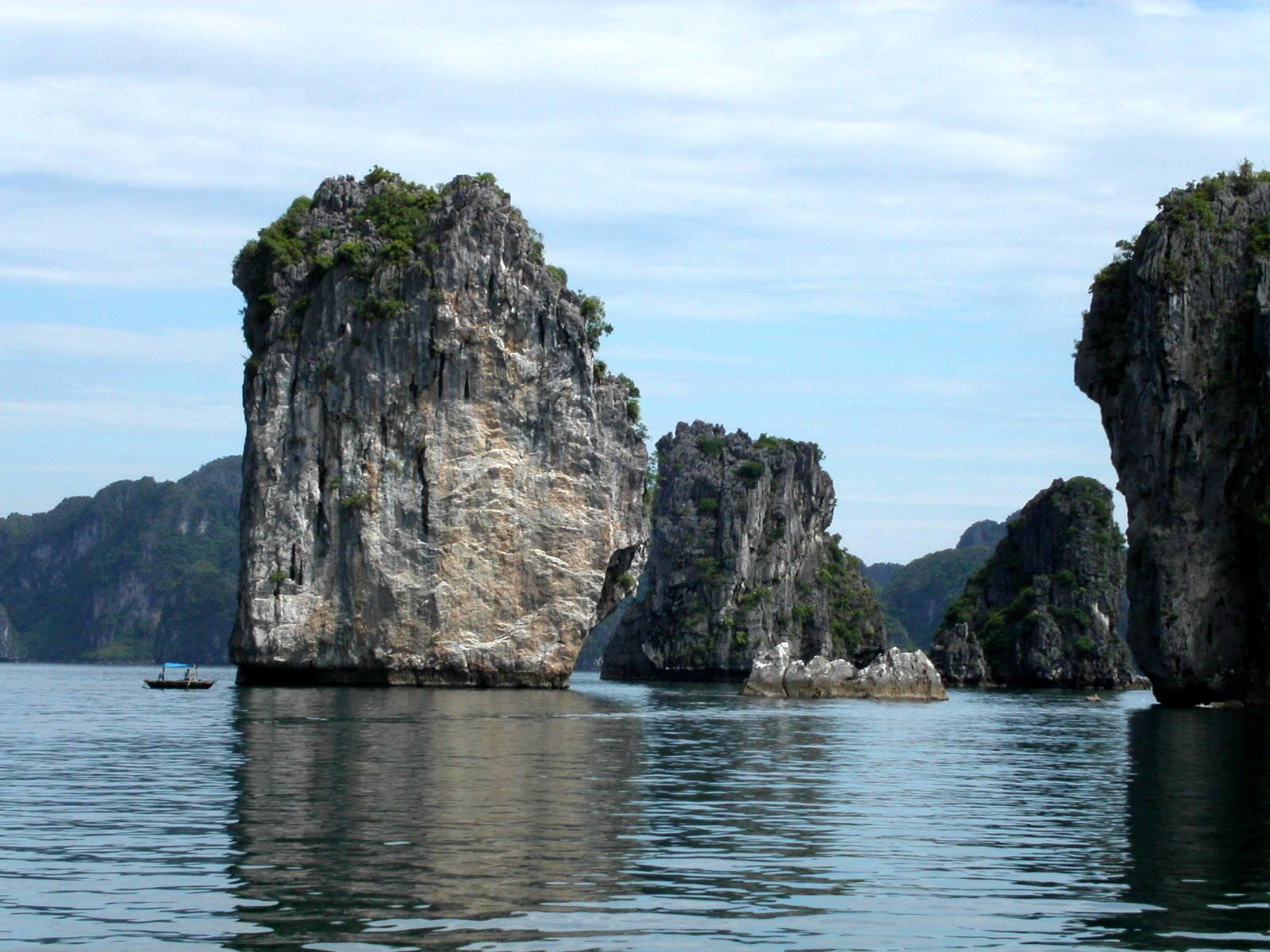
Baia di Ha Long

L'economia del Vietnam si è trasformata da un'economia agricola a un'economia di servizi. Più di un terzo del prodotto interno lordo è generato dai servizi, che includono l'industria alberghiera e della ristorazione e i trasporti. La produzione e l'edilizia (28%), l'agricoltura e la pesca (20%) e l'estrazione mineraria (10%) hanno quote molto più piccole.
Il turismo contribuisce per il 4,5% al prodotto interno lordo (a partire dal 2007). Dopo l'industria pesante e lo sviluppo urbano, la maggior parte degli investimenti esteri in Vietnam si è concentrata nel turismo, in particolare nei progetti alberghieri.
Secondo il consueto rapporto del World Tourism and Travel Council, il turismo ha contribuito al 6,6 percento del PIL, pari a 279.287 miliardi di VND (03/2016), con un importante contributo alla promozione dello sviluppo di attività correlate. settori quali trasporti, intrattenimento e cucina vietnamita.

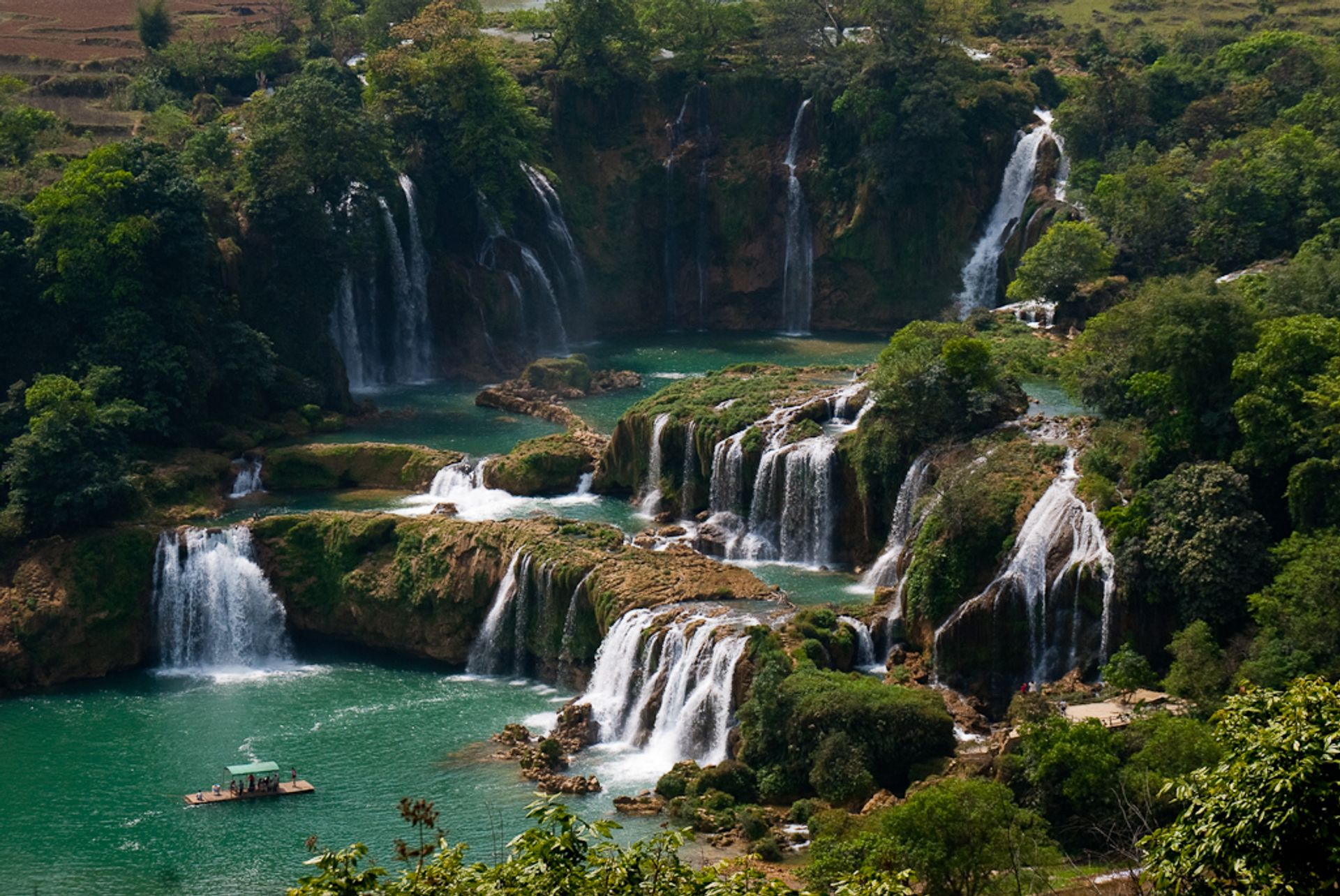
Cascate di Bản Giốc

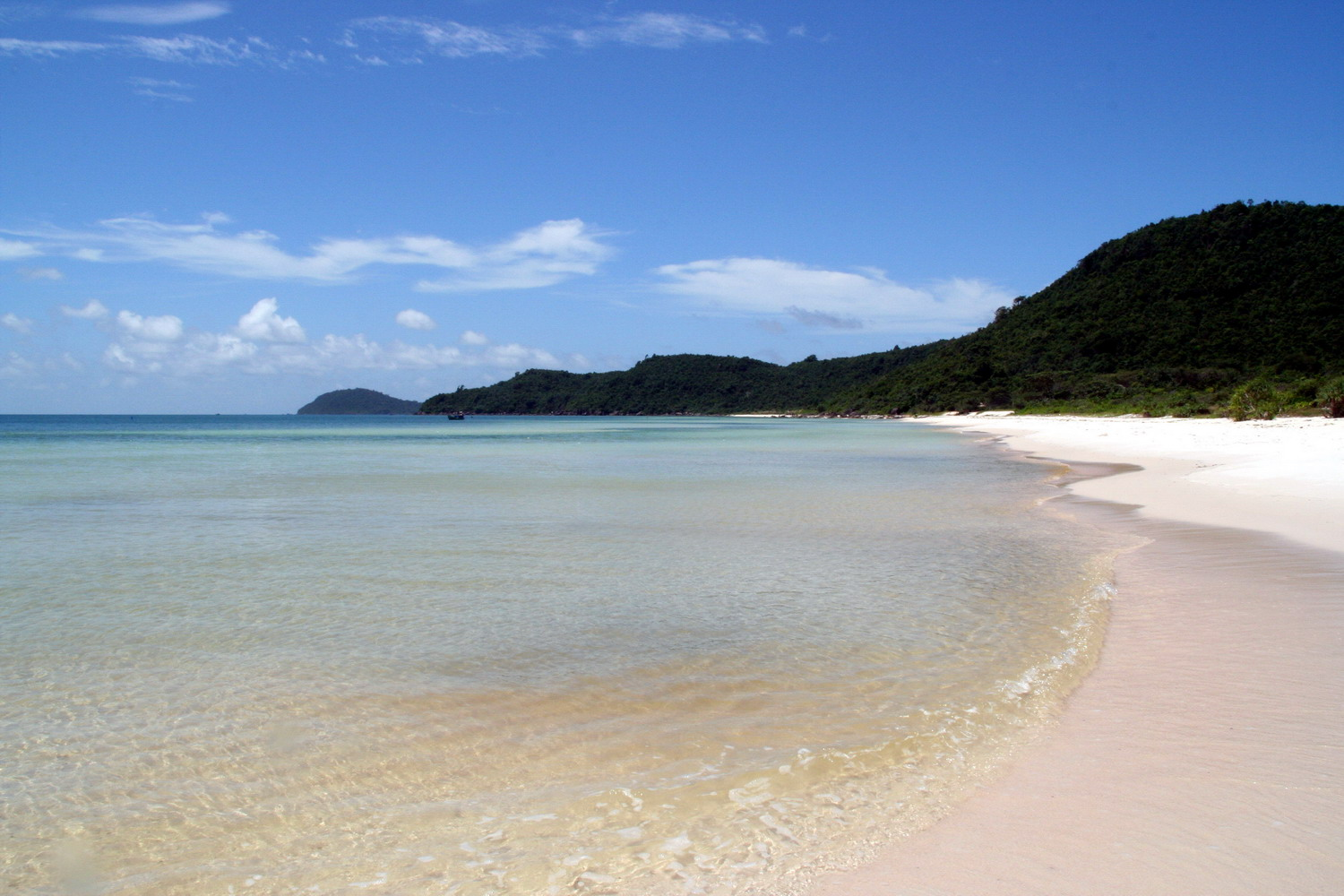
Spiaggia di Phu Quoc

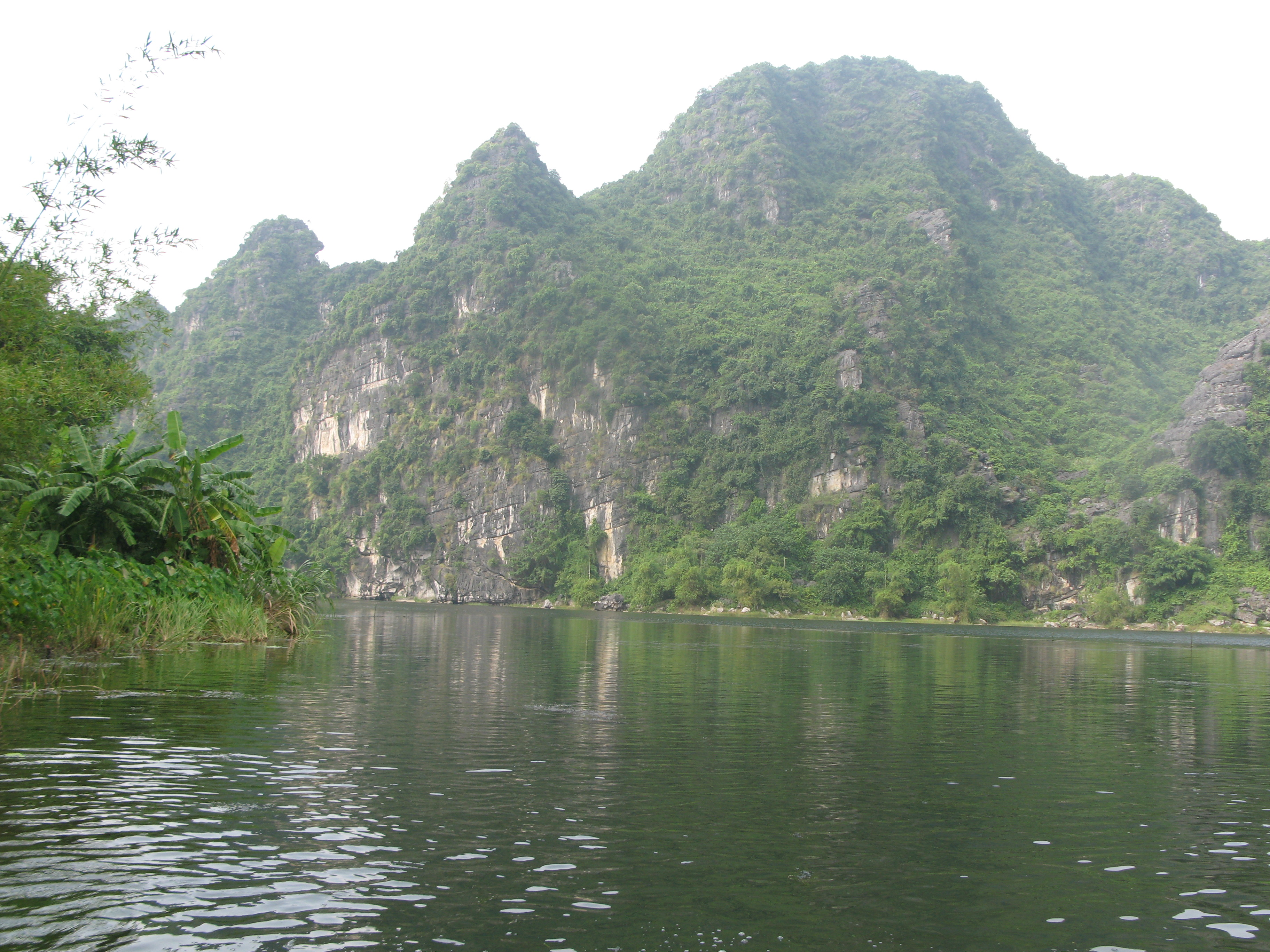
Complesso paesaggistico del Tràng An

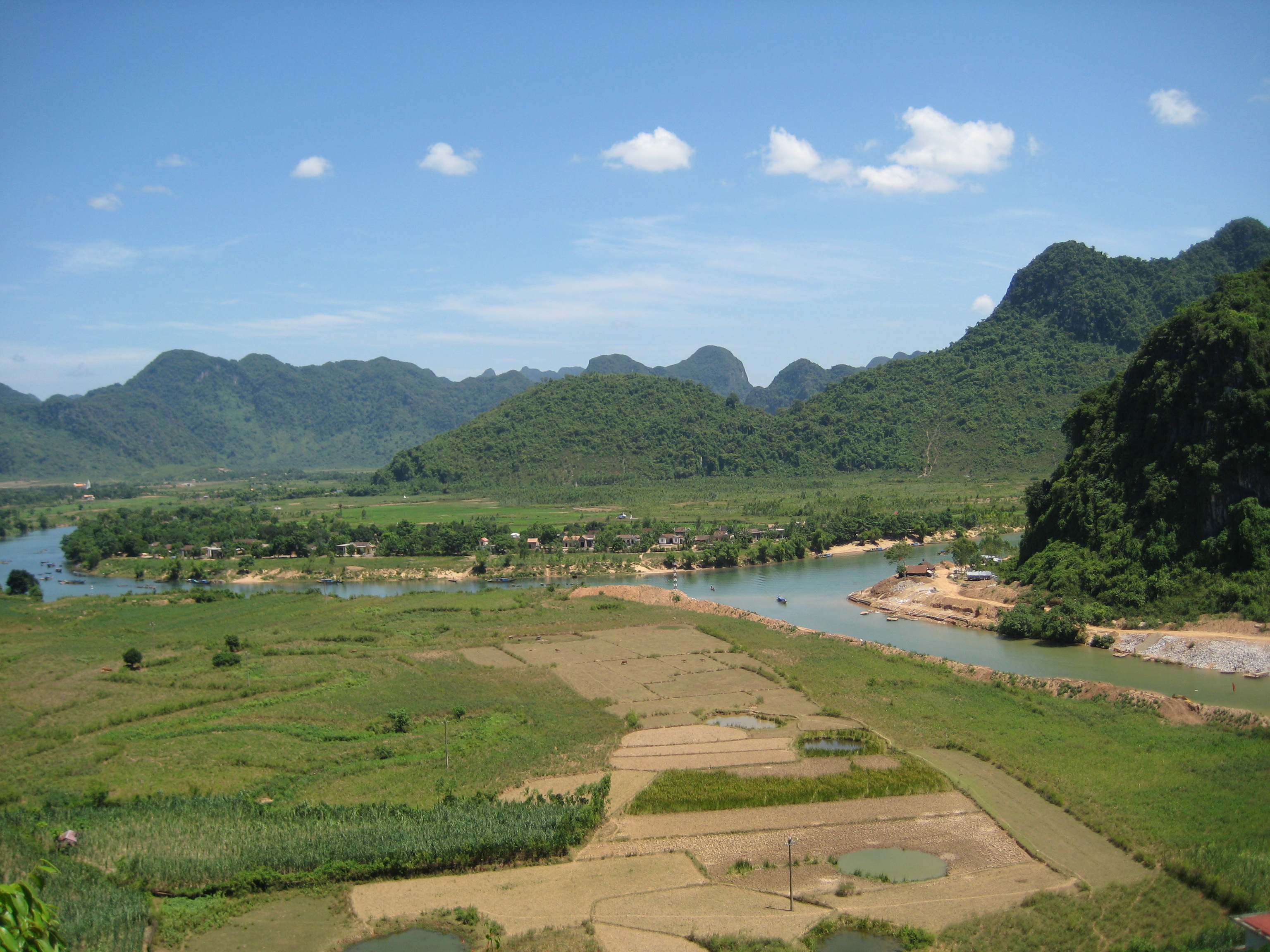
Parco nazionale di Phong Nha-Ke Bang

## Patrimoni dell'umanità del Vietnam
I patrimoni dell'umanità del Vietnam sono i siti dichiarati dall'UNESCO come patrimonio dell'umanità in Vietnam, che è divenuto parte contraente della Convenzione sul patrimonio dell'umanità il 19 ottobre 1987.
Al 2023 i siti iscritti nella Lista dei patrimoni dell'umanità sono otto, mentre sette sono le candidature per nuove iscrizioni. Il primo sito iscritto nella lista è stato nel 1993 il complesso dei monumenti di Huế, durante la diciassettesima sessione del comitato del patrimonio mondiale. Gli altri siti furono aggiunti nel 1994, 1999 (due), 2003, 2010, 2011 e 2014. Cinque siti sono considerati culturali, secondo i criteri di selezione, due naturali e uno misto.

## Siti del Patrimonio mondiale
| Foto | Sito                                                              | Luogo                             | Tipo                          | Anno           | Descrizione |
| ---- | ----------------------------------------------------------------- | --------------------------------- | ----------------------------- | -------------- | --- |
|      | Complesso dei monumenti di Huế                                    | Huế                               | Culturale (678; iv)           | 1993           | Fondata come capitale del Vietnam unificato nel 1802, Huế era non solo il centro politico, ma anche culturale e religioso sotto la dinastia Nguyễn fino al 1945. Il Fiume dei Profumi si snoda attraverso la città, la città imperiale, la Città Proibita Purpurea e il centro storico, donando a questa capitale feudale unica una cornice di grande bellezza naturale. |
|      | Baia di Halong - Arcipelago di Cat Ba                             | Haiphong, Provincia di Quang Ninh | Naturale (672; vii, viii)     | 1994-2000-2023 | La baia di Ha Long, nel Golfo del Tonchino, comprende circa 1 600 isole e isolotti, che formano uno spettacolare paesaggio marino di pilastri calcarei. L'estensione del sito comprende una moltitudine di isole calcaree e imponenti pilastri calcarei che si innalzano dal mare, con tacche erose, archi e grotte che creano un paesaggio pittoresco e bellissimo. Qui si trovano sette tipi chiave di ecosistemi e l'area ospita specie endemiche minacciate come il presbite dalla testa bianca (Trachypithecus poliocephalus), il geco tigre di Cat Ba (Goniurosaurus Catbaensis) e la lontra asiatica dalle piccole unghie (Aonyx cinerea). |
|      | Antica città di Hội An                                            | Hội An                            | Culturale (948; ii, v)        | 1999           | L'antica città di Hội An è un esempio eccezionalmente ben conservato di porto commerciale del sud-est asiatico risalente al XV e XIX secolo. I suoi edifici e il suo piano stradale riflettono le influenze, sia indigene che straniere, che si sono combinate per produrre questo sito unico del patrimonio mondiale. |
|      | Santuario di Mỹ Sơn                                               | Duy Phú                           | Culturale (949; ii, iii)      | 1999           | Tra il IV e il XIII secolo si sviluppò sulla costa del Vietnam contemporaneo una cultura unica che doveva le sue origini spirituali all'induismo indiano. Ciò è illustrato graficamente dai resti di una serie di imponenti templi-torri situati in un sito spettacolare che fu la capitale religiosa e politica del Regno Champa per la maggior parte della sua esistenza. |
|      | Parco nazionale di Phong Nha-Ke Bang                              | Provincia di Quang Binh           | Naturale (951; viii, ix, x)   | 2003-2015      | Il Parco nazionale di Phong Nha-Ke Bang, iscritto nella Lista del Patrimonio mondiale nel 2003, copriva 85 754 ettari. Con l'estensione del 2015, il sito copre una superficie totale di 123 326 ettari e condivide un confine con la Riserva Naturale di Hin Namno nel Laos. Il paesaggio del parco è formato da altipiani calcarei e foreste tropicali. Presenta una grande diversità geologica e offre fenomeni spettacolari, tra cui un gran numero di grotte e fiumi sotterranei. Il sito ospita un alto livello di biodiversità e molte specie endemiche. L'estensione garantisce un ecosistema più coerente fornendo al contempo una protezione aggiuntiva ai bacini di utenza che sono di vitale importanza per l'integrità dei paesaggi calcarei. |
|      | Settore centrale della Cittadella imperiale di Thang Long - Hanoi | Hanoi                             | Culturale (1328; ii, iii, vi) | 2010           | La cittadella imperiale di Thang Long fu costruita nell'XI secolo dalla dinastia Ly Viet, segnando l'indipendenza del Đại Việt. È stato costruito sui resti di una fortezza cinese risalente al VII secolo, su un terreno bonificato bonificato dal delta del fiume Rosso ad Hanoi. Fu il centro del potere politico regionale per quasi 13 secoli senza interruzione. Gli edifici della cittadella imperiale e i resti del sito archeologico di 18 Hoang Dieu riflettono una cultura unica del sud-est asiatico specifica della bassa valle del fiume Rosso, al crocevia tra le influenze provenienti dalla Cina a nord e l'antico regno di Champa a sud. |
|      | Cittadella della dinastia Ho                                      | Tây Giai                          | Culturale (1358; ii, iv)      | 2011           | La cittadella della dinastia Ho del XIV secolo, costruita secondo i principi del feng shui, testimonia la fioritura del neo-confucianesimo nel Vietnam della fine del XIV secolo e la sua diffusione in altre parti dell'Asia orientale. Secondo questi principi era situato in un paesaggio di grande bellezza paesaggistica su un asse che unisce i monti Tuong Son e Don Son in una pianura tra i fiumi Ma e Buoi. Gli edifici della cittadella rappresentano un eccezionale esempio di un nuovo stile di città imperiale del sud-est asiatico. |
|      | Complesso paesaggistico del Tràng An                              | Provincia di Ninh Binh            | Misto (1438; v, vii, viii)    | 2014           | Situato vicino al margine meridionale del delta del fiume Rosso, il Complesso paesaggistico di Tràng An è uno spettacolare paesaggio di vette carsiche calcaree permeate di valli, molte delle quali in parte sommerse e circondate da ripide scogliere quasi verticali. L'esplorazione di grotte a diverse altitudini ha rivelato tracce archeologiche dell'attività umana per un periodo continuo di oltre 30 000 anni. Illustrano l'occupazione di queste montagne da parte di cacciatori-raccoglitori stagionali e come si sono adattati ai principali cambiamenti climatici e ambientali, in particolare alla ripetuta inondazione del paesaggio dal mare dopo l'ultima era glaciale. La storia dell'occupazione umana continua attraverso il Neolitico e l'età del bronzo fino all'era storica. Hoa Lu, l'antica capitale del Vietnam, fu strategicamente stabilita qui nel X e XI secolo d.C. La proprietà contiene anche templi, pagode, risaie e piccoli villaggi. |

### Parchi nazionali del Vietnam
Il Vietnam ha diversi parchi nazionali meta di moltissimi turisti amanti della natura, tra i quali bisogna menzionare:
- Parco nazionale di Hoàng Liên
- Parco nazionale di Ba Bể
- Parco nazionale di Bái Tử Long
- Parco nazionale di Xuân Sơn
- Parco nazionale di Tam Đảo
- Parco nazionale di Ba Vì
- Parco nazionale di Cát Bà
- Parco nazionale di Cúc Phương
- Parco nazionale di Xuân Thủy
- Parco nazionale di Bến En
- Parco nazionale di Pù Mát
- Parco nazionale di Vũ Quang
- Parco nazionale di Phong Nha-Kẻ Bàng
- Parco nazionale di Bạch Mã
- Parco nazionale di Chư Mom Ray
- Parco nazionale di Kon Ka Kinh
- Parco nazionale di Yok Đôn
- Parco nazionale di Chư Yang Sin
- Parco nazionale di Bidoup Núi Bà
- Parco nazionale di Cát Tiên
- Parco nazionale di Bù Gia Mập
- Parco nazionale di Tràm Chim
- Parco nazionale di U Minh Thượng
- Parco nazionale di Mũi Cà Mau
- Parco nazionale di U Minh Hạ
- Parco nazionale di Phước Bình
- Parco nazionale di Núi Chúa
- Parco nazionale di Phú Quốc

### Città
Dal 2014, Hanoi è stata costantemente votata tra le dieci migliori destinazioni del mondo da TripAdvisor. Si è classificata 8° nel 2014, 4° nel 2015 e 8° nel 2016.
Nel 2014, Hanoi, Hoi An e Ho Chi Minh City sono apparse nei Traveller's Choice Awards 2014 di TripAdvisor per le 25 migliori destinazioni in Asia. Hanoi si è classificata seconda, Hoi An decima e Ho Chi Minh City diciottesima. Nel 2017, Đà Lạt è nell'elenco dei luoghi dell'Asia trascurati dalla CNN.

### Arrivi internazionali
Fonte: Ministro della cultura, sport e turismo
| Anno    | Arrivi turistici | Percentuale |
| ------- | ---------------- | ----------- |
| 11/2024 | 15,836,661       | 20.5%       |
| 2023    | 12,602,434       | 44.2%       |
| 2022    | 3,440,019        | 98.2%       |
| 2021    | 3.500            | −99%        |
| 2020    | 3,686,779        | −78%        |
| 2019    | 18,008,591       | 16.2%       |
| 2018    | 15,497,791       | 19.9%       |
| 2017    | 12,922,151       | 29.1%       |
| 2016    | 10,012,735       | 26%         |
| 2015    | 7,943,651        | 0.9%        |
| 2014    | 7,874,312        | 4%          |
| 2013    | 7,572,352        | 10.60%      |
| 2012    | 6,847,678        | 10.8%       |
| 2011    | 6,014,032        | 19.1%       |
| 2010    | 5,049,855        | 34.8%       |
| 2009    | 3,772,359        | −10.9%      |
| 2008    | 4,253,740        | 0.6%        |
| 2007    | 4,171,564        | 16%         |
| 2006    | 3,583,486        | 3%          |
| 2005    | 3,467,757        | 18.4%       |
| 2004    | 2,927,876        | 20.5%       |
| 2003    | 2,429,600        | −7.6%       |
| 2002    | 2,628,200        | 12.8%       |
| 2001    | 2,330,800        | 8.9%        |
| 2000    | 2,140,100        | 20.0%       |
| 1999    | 1,781,800        | 17.2%       |
| 1998    | 1,520,100        | −11.4%      |
| 1997    | 1,715,600        | 6.7%        |
| 1996    | 1,607,200        | 18.9%       |
| 1995    | 1,351,300        |             |